# Hans Fischer (Bibliothekar)
Hans Fischer (* 19. Januar 1859 in Bamberg; † 15. Januar 1941 ebenda) war ein deutscher Bibliothekar.

## Leben
Fischer studierte an der Universität München klassische Philologie und Archäologie. Nach seinem Staatsexamen 1882 arbeitete er zunächst als Lehrer an Gymnasien in Bamberg und München.
Ab 1885 war Fischer als wissenschaftlicher Sekretär an der Königlichen Bibliothek in Bamberg tätig. In Zusammenarbeit mit Friedrich Leitschuh erschloss er die umfangreiche Sammlung mittelalterlicher Handschriften. 1898 übernahm er die Leitung der Bibliothek, die er bis 1924 beibehielt. Im Ruhestand bearbeitete Fischer die Miniaturhandschriften der Universitätsbibliothek Bamberg und fertigte eine Neubearbeitung des lateinischen Handschriftenkatalogs der Universitätsbibliothek Erlangen an. 1928 wurde ihm dafür von der Universität Erlangen die Ehrendoktorwürde verliehen.

## Schriften (Auswahl)
- zusammen mit Friedrich Leitschuh: Katalog der Handschriften der Königlichen Bibliothek zu Bamberg, Bamberg: Buchner 1887–1912.
- Die lateinischen Pergamenthandschriften der Universitätsbibliothek Erlangen, Erlangen: Universitätsbibliothek 1928.
- Mittelalterliche Miniaturen aus der Staatlichen Bibliothek Bamberg, Heft 2. Reichenauer Schule II: (Msc. Class. 79: Josephus. – Bibl. 140: Apokalypse. – Lit. 5: Tropar), Bamberg: Buchner in Kommission 1929.